# Raymundo Miguel Salvat
Raymundo Salvat (Nogoyá, 30 de octubre de 1883 - Buenos Aires, 10 de mayo de 1940) fue un abogado, jurista y escritor argentino, autor del Tratado de Derecho Civil Argentino y miembro integrante del Anteproyecto de reforma del Código Civil de 1926 dirigido por Juan Bibiloni. 

## Biografía
Hijo de los inmigrantes españoles Raymundo Salvat y Remedios Maqueda. Fue el primogénito y tuvo dos hermanos Miguel y Elvira que era la menor. Los padres, ambos españoles, nacieron él en Barcelona y su madre en Monovar. Al venir a la Argentina se instalan en Entre Ríos, primero en Victoria y después en Nogoyá. Allí, su padre que había obtenido en su tierra natal el título de agrimensor, ejerce su profesión. 
Cuando solo contaba con tres años y medio de edad perdió a su padre, víctima de una larga enfermedad, su madre que estaba embarazada decide trasladarse con sus dos hijos a la ciudad de La Plata. Allí con su profesión de costurera sostiene económicamente a su familia. En su manuscrito «Homenaje a la memoria de mi madre» Raymundo Miguel Salvat expresa su agradecimiento y gratitud hacia ella.
Realizó su carrera de abogacía en la Facultad de Derecho y Ciencias Sociales de la Universidad de Buenos Aires.
En 1908 presentó su tesis doctoral sobre el «Deslinde de jurisdicciones nacional y provincial en materia de concesiones ferroviarias» con la cual obtuvo el grado de doctor en jurisprudencia y accedió a la medalla de oro de la «Facultad de Derecho y Ciencias Sociales» de la Universidad de Buenos Aires.
En 1915 contrajo matrimonio con Nieves Coulin con quien tuvo mellizos: María de las Nieves Salvat, Raymundo Joaquín Salvat.

## Tratado de Derecho Civil Argentino
En 1914 comienza a escribir su Tratado de derecho civil el cual comienza a publicarse en su parte general en 1917. Dicho trabajo ha sido reconocido a lo largo de décadas por su claridad expositiva y lo vanguardista de sus ideas.
A lo largo del siglo XX y hasta la década de 1960 fue el texto jurídico por excelencia utilizado por estudiantes de derecho y juristas en general ante lo cual fue necesario que sufriera numerosas modificaciones y reformas.

## Carrera
Al mismo tiempo que desarrollaba sus estudios en el derecho civil fue realizando una destacada carrera en los ámbitos judicial y universitario desempeñándose como docente, consejero estudiantil, miembro de distintas comisiones universitarias, además de desempeñarse como camarista, primero en la ciudad de La Plata y luego en Cámara Segunda de Apelaciones en lo Civil y Comercial de Capital Federal.

## Anteproyecto Bibiloni
En 1926 Salvat integra el primer proyecto de reforma integral del Código Civil. Este proyecto se originó mediante el decreto 12542/1926, ampliado por el 13156/1926, que conformó una comisión formada por un miembro designado por la Corte Suprema de Justicia, otro por cada una de las Cámaras Civiles de la Capital Federal, otro por la Academia Nacional de Ciencias Jurídicas, otro por el Colegio de Abogados y otro por cada una de las facultades de Derecho de las universidades nacionales de Buenos Aires, Córdoba, La Plata y del Litoral.
La comisión quedó formada por Roberto Repetto, Julián Pera, Raymundo Salvat, Juan Bibiloni, Héctor Lafaille, Enrique Martínez Paz, Juan Carlos Rébora, José Gervasoni y Rodolfo Rivarola. Esta comisión sufrió algunos cambios, ya que el mismo Salvat renunció y fue reemplazado por César de Tezanos Pinto.

## Información relevante
La Facultad de Derecho de la Universidad de Buenos Aires otorga diversos premios a los alumnos y exalumnos destacados, entre ellos el Premio Raymundo Salvat, que es otorgado al abogado que haya dado sus exámenes sin perder ni ganar cursos y haya obtenido la calificación sobresaliente en todos los cursos de Derecho Civil.
En Nogoyá, su ciudad natal, existe un bulevar que lleva su nombre.
El vestíbulo central del Aula Magna de la Facultad de Derecho de la Universidad de Buenos Aires contiene un busto que lo conmemora.
En 1998 su nieta Marité Salvat escribió la biografía de su abuelo en una obra titulada «Ética: una forma de vida».